# Kálium-klorid
A kálium-klorid (KCl) egy alkálifém-halogenid, melyet a kálium és a klór alkot. Tiszta állapotban szagtalan, fehér színű, vagy színtelen kristályokat alkot. Az élelmiszeriparban, a gyógyszeriparban és a vegyiparban széles körben alkalmazzák. A természetben megtalálható ásvány a szilvin, nátrium-kloriddal keverve pedig szilvinitet alkot. 
A VIII. Magyar Gyógyszerkönyvben  Kalii chloridum     néven hivatalos.  

## Kémiai tulajdonságok
Vizes oldatban (más vízoldékony kloridion-tartalmú vegyülethez hasonlóan) megfelelő fémionnal vízben nem oldható csapadékot képez. Például:
KCl(aq) + AgNO3(aq)  →  AgCl(sz) + KNO3(aq)
Bár a kálium elektronegativitása kisebb, mint a nátriumé, speciális körülmények között (850 °C) a nátrium a kálium helyébe lép.
KCl(l) + Na(l) → NaCl(l) + K(g)
A tiszta kálium előállításának ez a fő útvonala. 
Ismeretlen összetételű vegyületekben előforduló KCl kimutatásához az anyagból vett mintát semleges színű lángba kell tartani, ha a láng lilára szineződik, az kálium jelenlétére utal. Erre a célra alkohol lángját célszerű használni, mert az semleges, halvány színű. A káliummal rokon nátrium lángfestése élénksárga, a kalciumé téglavörös.

## Előállítás, gyártás
A kálium-klorid a természetben szilvin formájában található meg, a szilvinitből pedig kivonható. A salétromsav, a kálium-nitrát, vagy a sósav előállításának melléktermékeként, jelentős mennyiségben keletkezik.

## Biológiai és egészségügyi tulajdonságai
A kálium a szervezet számára nélkülözhetetlen anyag, bevitelére legalkalmasabb a kálium-klorid. Általában ételbe keverve juttatják be a szervezetbe alacsony koncentrációban. A konyhasó helyettesítésére is alkalmazható nagyon szigorú feltételekkel és nem mindenki számára, kellemetlen, savas íze van, ezért általában konyhasóval keverve szokták használni.
A szervezetben a kálium–nátrium arány állandósága nagyon fontos, szerencsére a szervezet sokféle mechanizmussal képes ezt az arányt állandósítani, de az élelmiszerekkel bevitt túlzott nátrium mennyiségre figyelni kellene.
A magas nátriumszint emelkedő vérnyomást, hiperaktivítást, kiszáradást okoz, míg a magas káliumszint süllyedő vérnyomást, izomgyengeséget és részben ezek ellensúlyozásaképpen fokozott szívműködést eredményez.

### Túladagolás
Túlzottan nagy mennyiségű kálium elfogyasztása halálos lehet. Szájon át a szervezetbe kerülve az LD50 értéke 2,6 g/testsúly-kg patkányban, 2,5 g/testsúly-kg tengerimalacban és 1,5 g/testsúly-kg egérben. Ez azt jelenti, hogy az egyedek felénél ez a mennyiség halált okoz. Intravénásan ez az érték jóval alacsonyabb, már 30 mg/testsúly-kg mennyiség is kamrafibrillációt okozva szívmegálláshoz vezet. A halál beállta után a kálium túladagolás nem kimutatható, mert a sejtekből szövetszétesés kapcsán felszabaduló nagy mennyiségű kálium mellett elhanyagolható az a mennyiség, ami a szívmegállást okozta.

## Felhasználási területek
- a kálium-kloridot legnagyobb mennyiségben műtrágyaként használják fel, ugyanis a növények növekedési ütemét nagyban befolyásolja a talajban található kálium mennyisége
- a KCl-t a vegyipar is nagy mennyiségben használja elsősorban kálium-hidroxid és kálium előállítására.
- a gyógyszeriparban is alkalmazzák
- egyes országokban vizes oldatát a halálraítélteknek méreginjekció formájában adják be.

### Gyógyászati felhasználása
A kálium-klorid része a Ringer-oldatnak, mely intravénás folyadékpótlásra alkalmas sóoldat. A szervezet kálium hiányos állapotaiban (hypokalaemia) akár intravénásan vagy szájon át is a szervezetbe juttatható.

### Kálium-klorid hoax
2011 körül az interneten megjelent és elterjedt egy rémhír, mely szerint a gyártók az étkezésre szánt konyhasót nagy mennyiségű kálium-kloriddal keverik. A hír gyors terjedésére való tekintettel a témára Takács Gábor, Fittler András és Botz Lajos a Gyógyszerészet c. szaklap 2011. júliusi számában reagált egy publikációval, melyben hét kereskedelmi termék vizsgálati eredménye alapján cáfolták, hogy tömeges „káliumszennyezésről” lenne szó. 2014. szeptember 19-én azonban a Nemzeti Élelmiszerlánc-biztonsági Hivatal állati takarmányozásra szánt kálium-klorid felhasználásával gyártott, csökkentett nátrium tartalmú étkezési só tételek azonnali hatályú visszahívását rendelte el. Laboratóriumi eredmények alapján a termék nátrium és kálium tartalma változó, a gyártmánylap szerinti 30% helyett előfordult 10%-os és 100%-os kálium-klorid tartalom is.

## Fizikai tulajdonságok
A kálium-klorid vízben közepesen jól oldódik, kicsivel rosszabbul, mint a nátrium-klorid (konyhasó). A kálium-klorid oldatot gyakran alkalmazzák kalibráló oldatként különféle ionos oldatok elektromos vezetőképességének mérésekor.